# Liste der Baudenkmäler im Kreis Soest
Die Liste der Baudenkmäler im Kreis Soest umfasst:
- Liste der Baudenkmäler in Anröchte
- Liste der Baudenkmäler in Bad Sassendorf
- Liste der Baudenkmäler in Ense
- Liste der Baudenkmäler in Erwitte
- Liste der Baudenkmäler in Geseke
- Liste der Baudenkmäler in Lippetal
- Liste der Baudenkmäler in Lippstadt
- Liste der Baudenkmäler in Möhnesee
- Liste der Baudenkmäler in Rüthen
- Liste der Baudenkmäler in Soest
- Liste der Baudenkmäler in Warstein
- Liste der Baudenkmäler in Welver
- Liste der Baudenkmäler in Werl
- Liste der Baudenkmäler in Wickede (Ruhr)

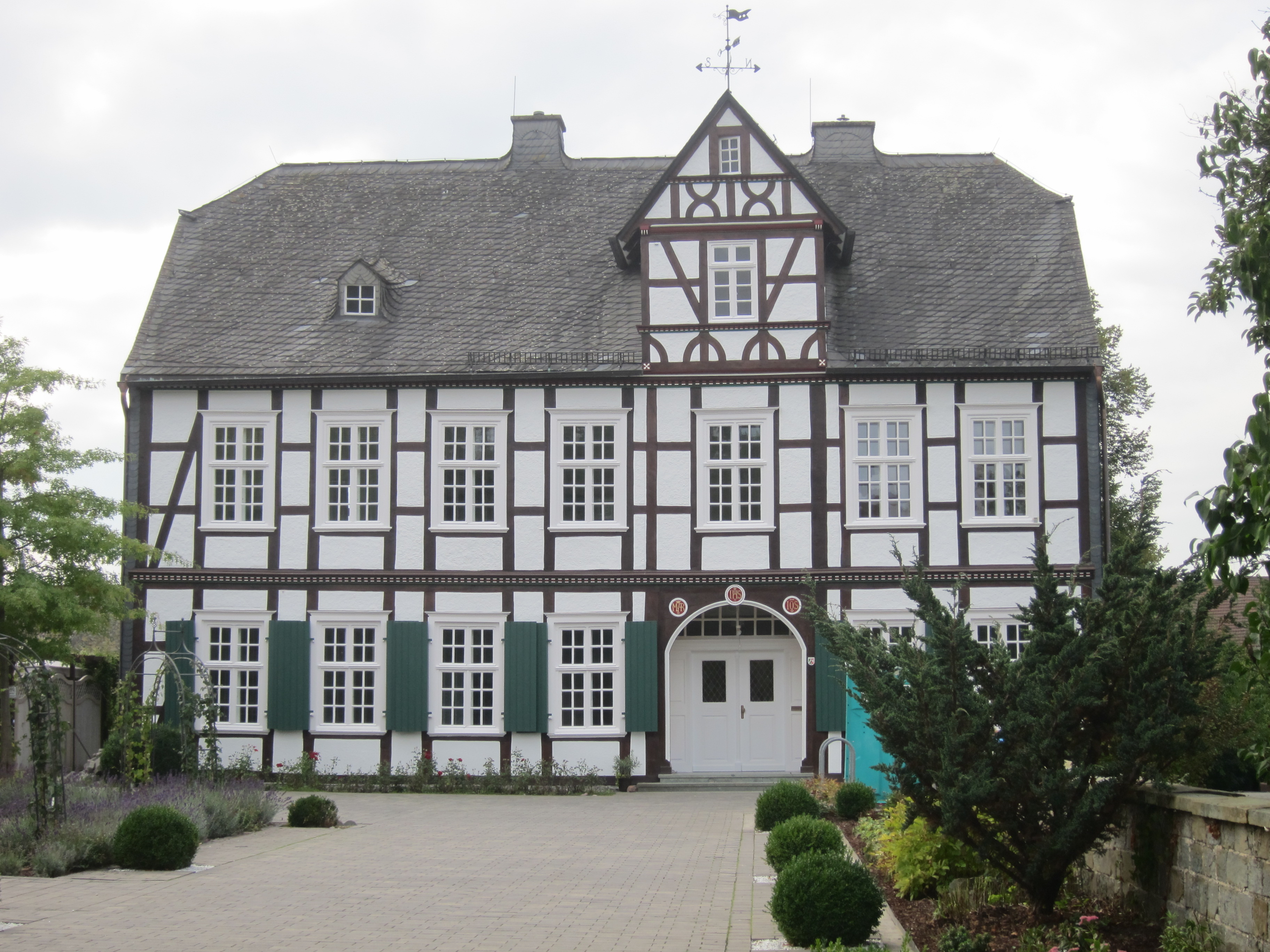
Pastoratsgebäude (Anröchte)
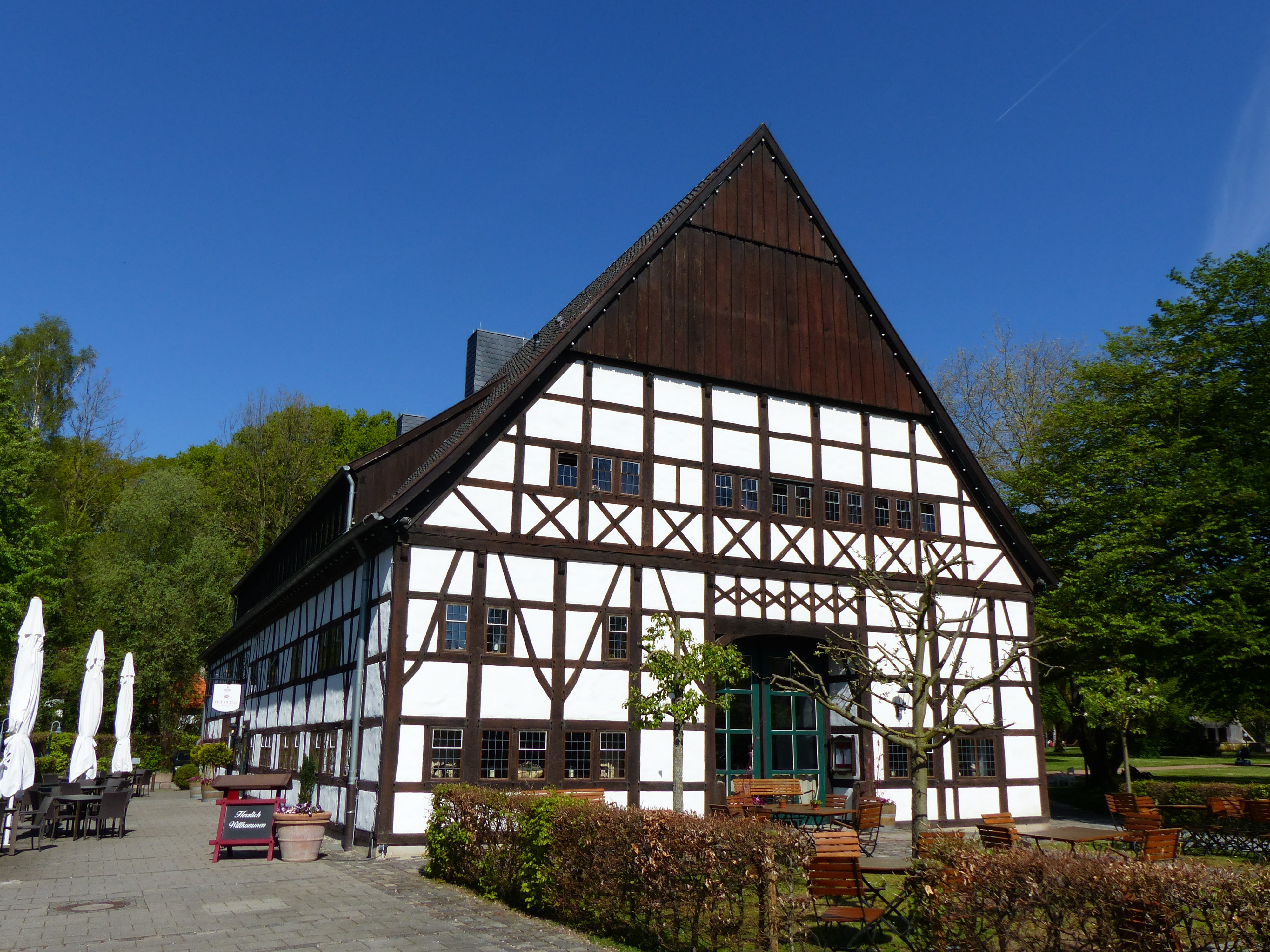
Hof Hueck (Bad Sassendorf)
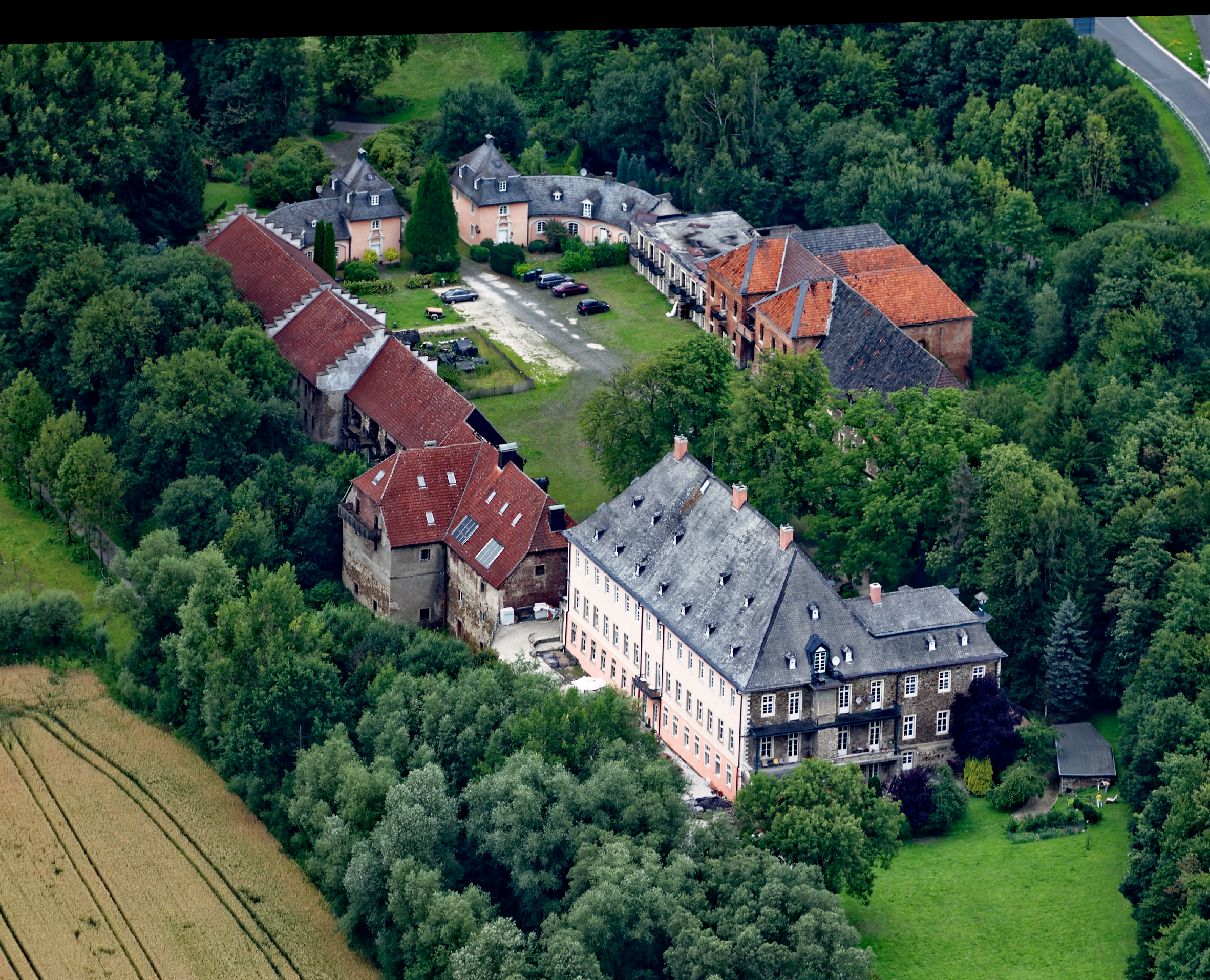
Haus Füchten (Ense)
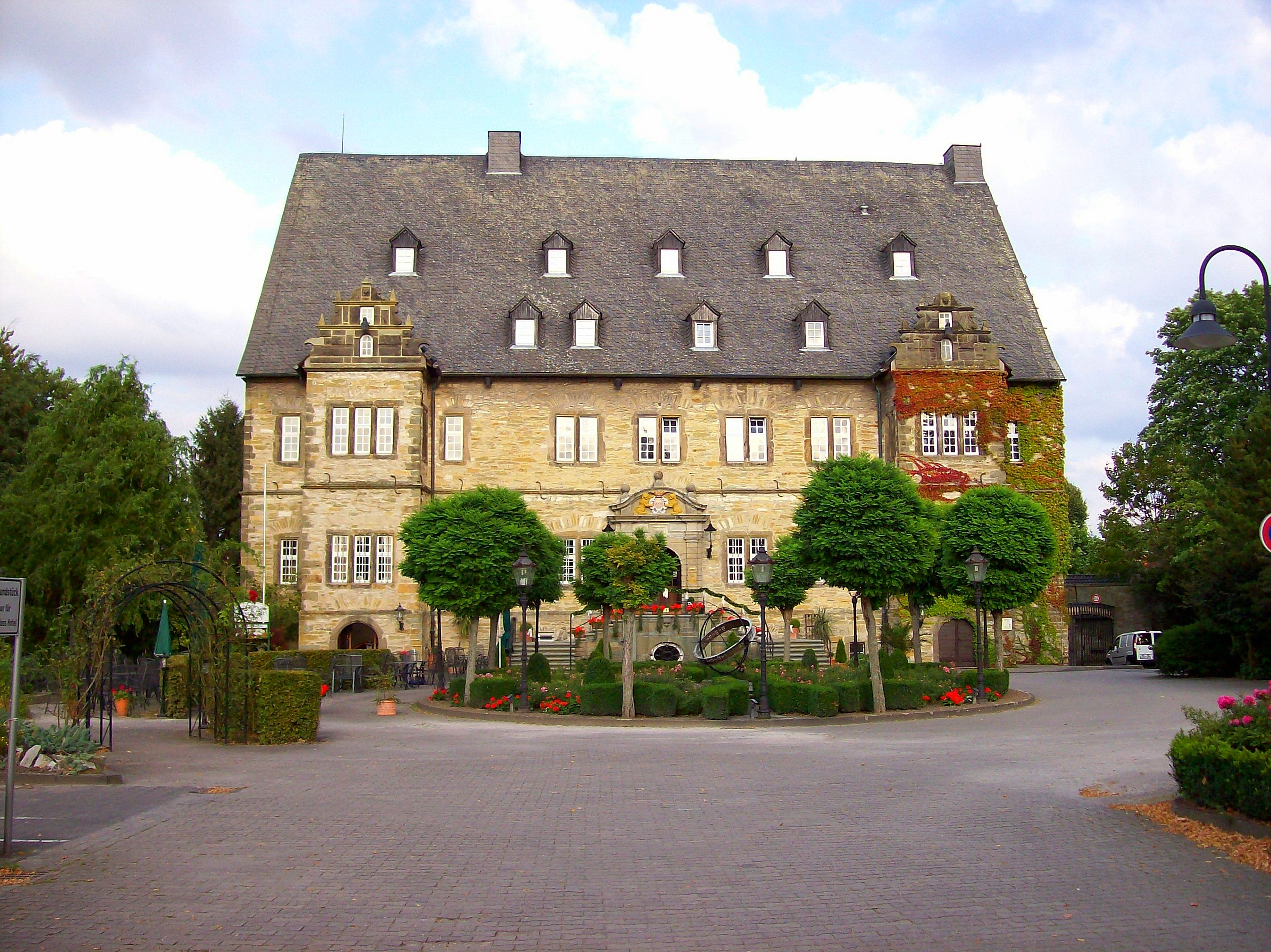
Schloss (Erwitte)
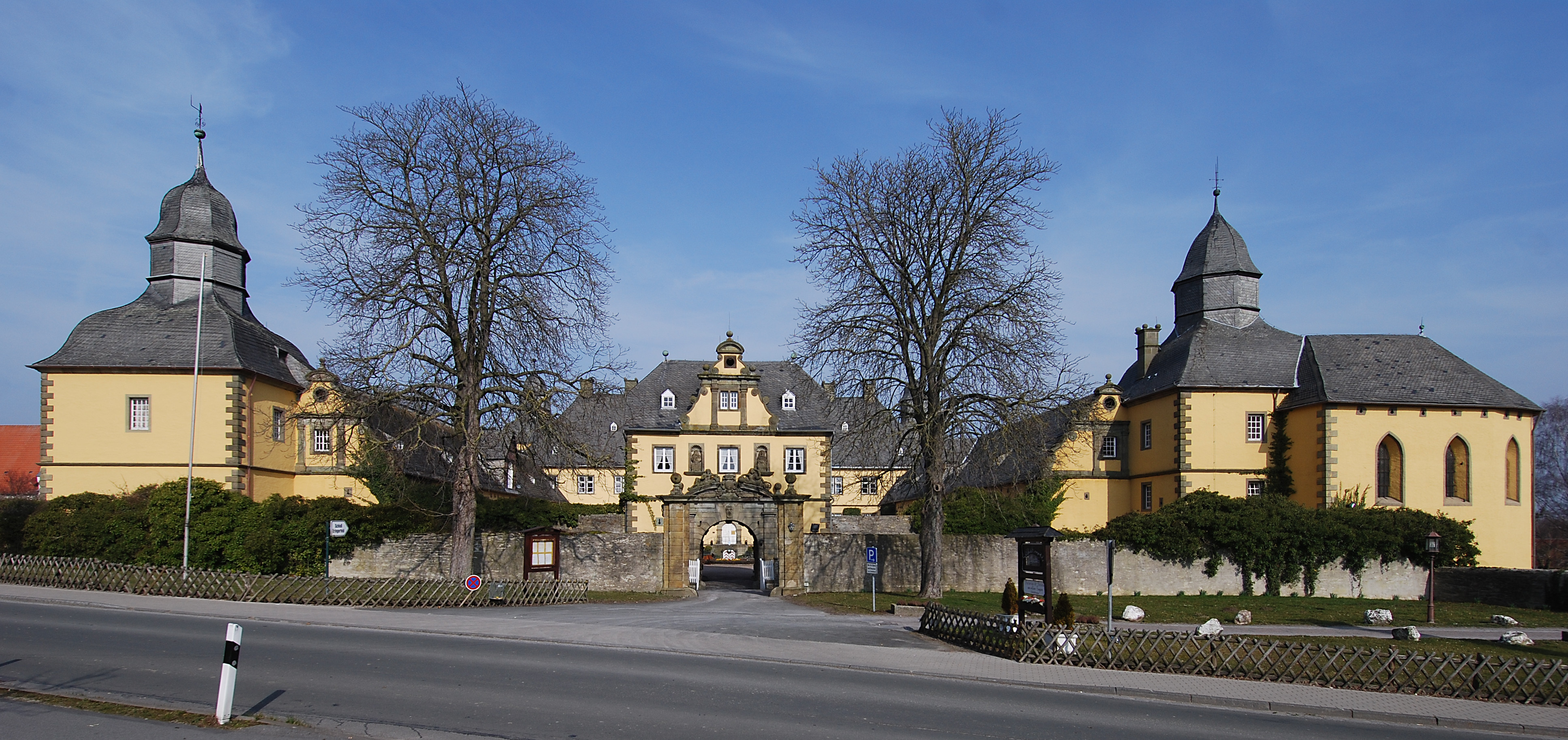
Schloss Eringerfeld (Geseke)
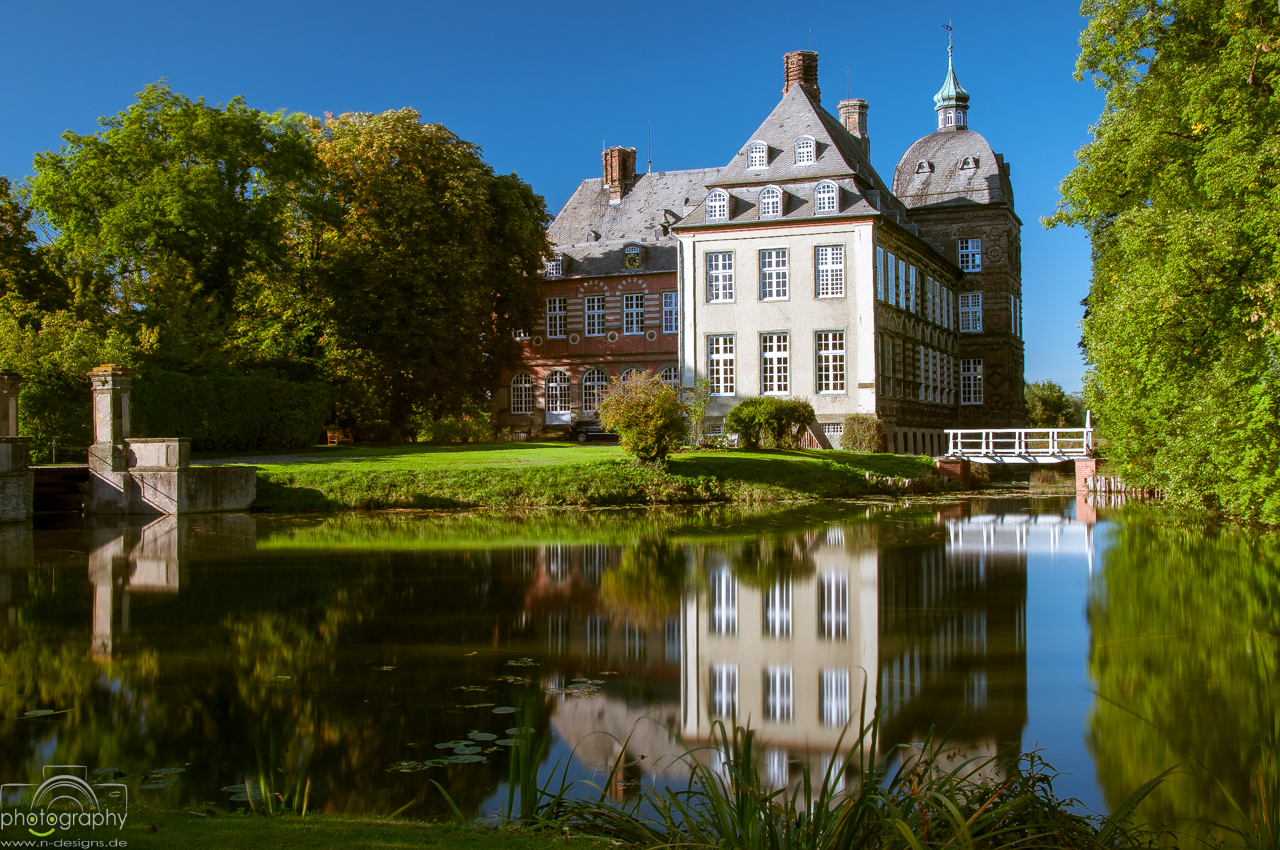
Schloss Hovestadt (Lippetal)
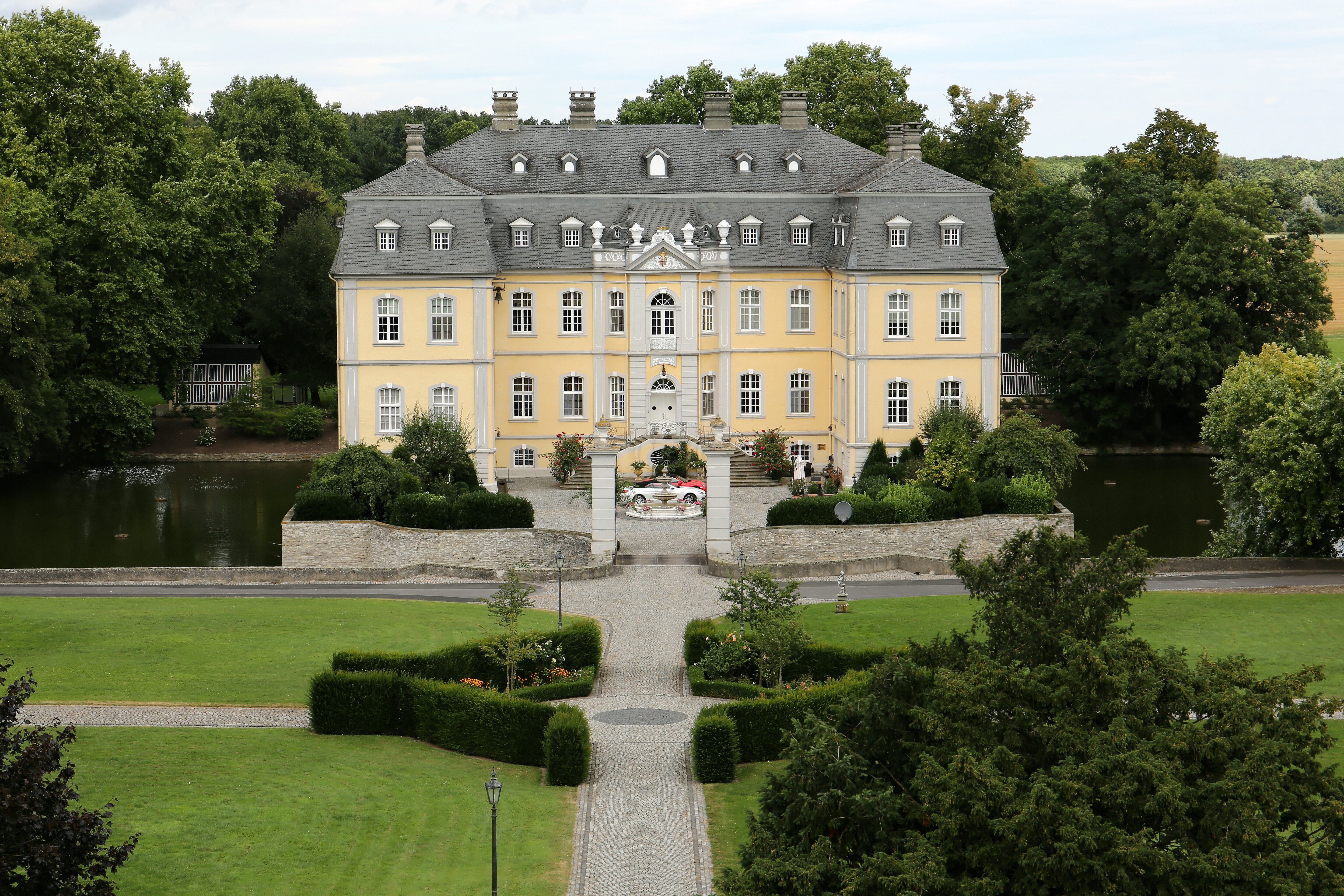
Schloss Schwarzenraben (Lippstadt)
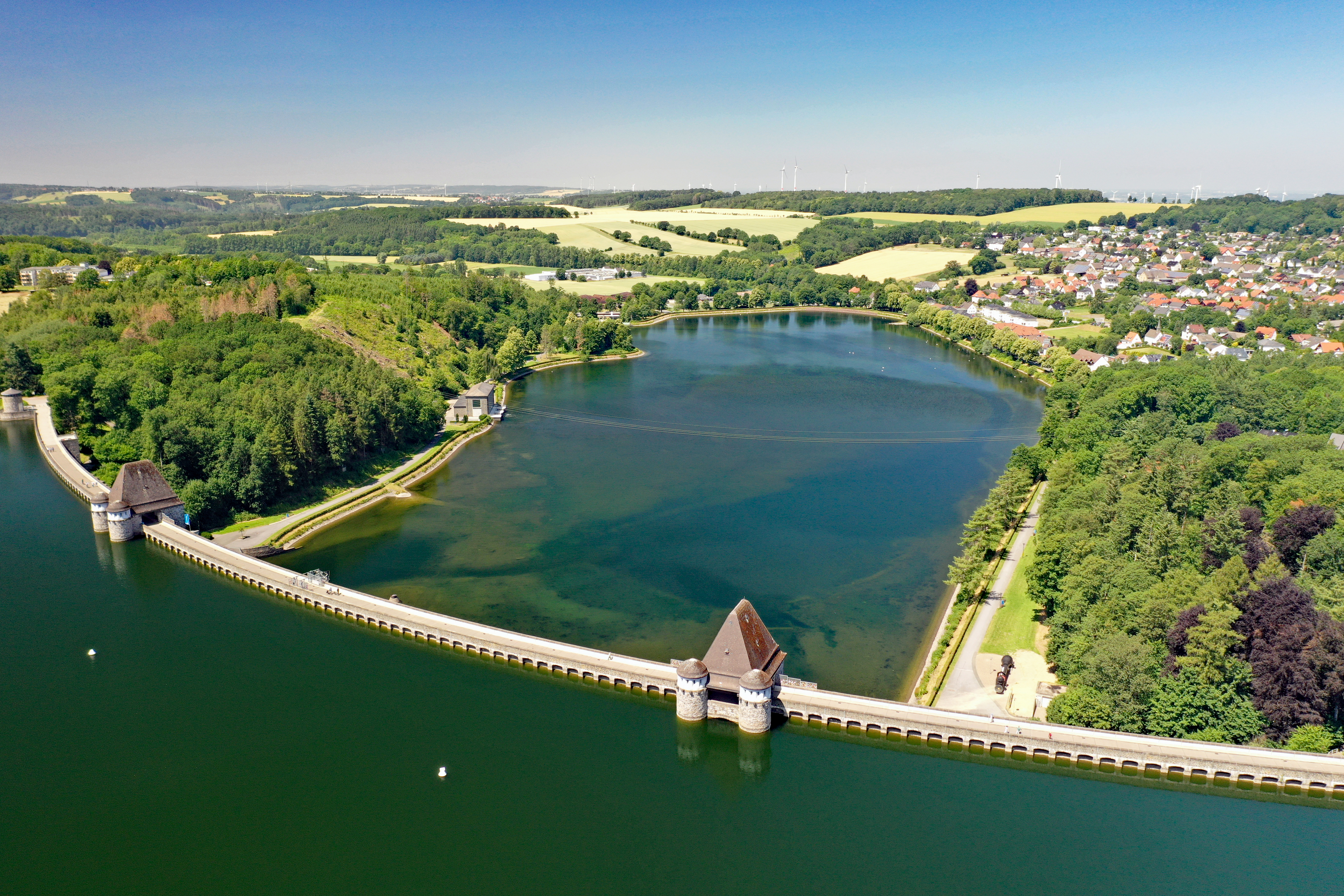
Möhne-Stausee (Möhnesee)
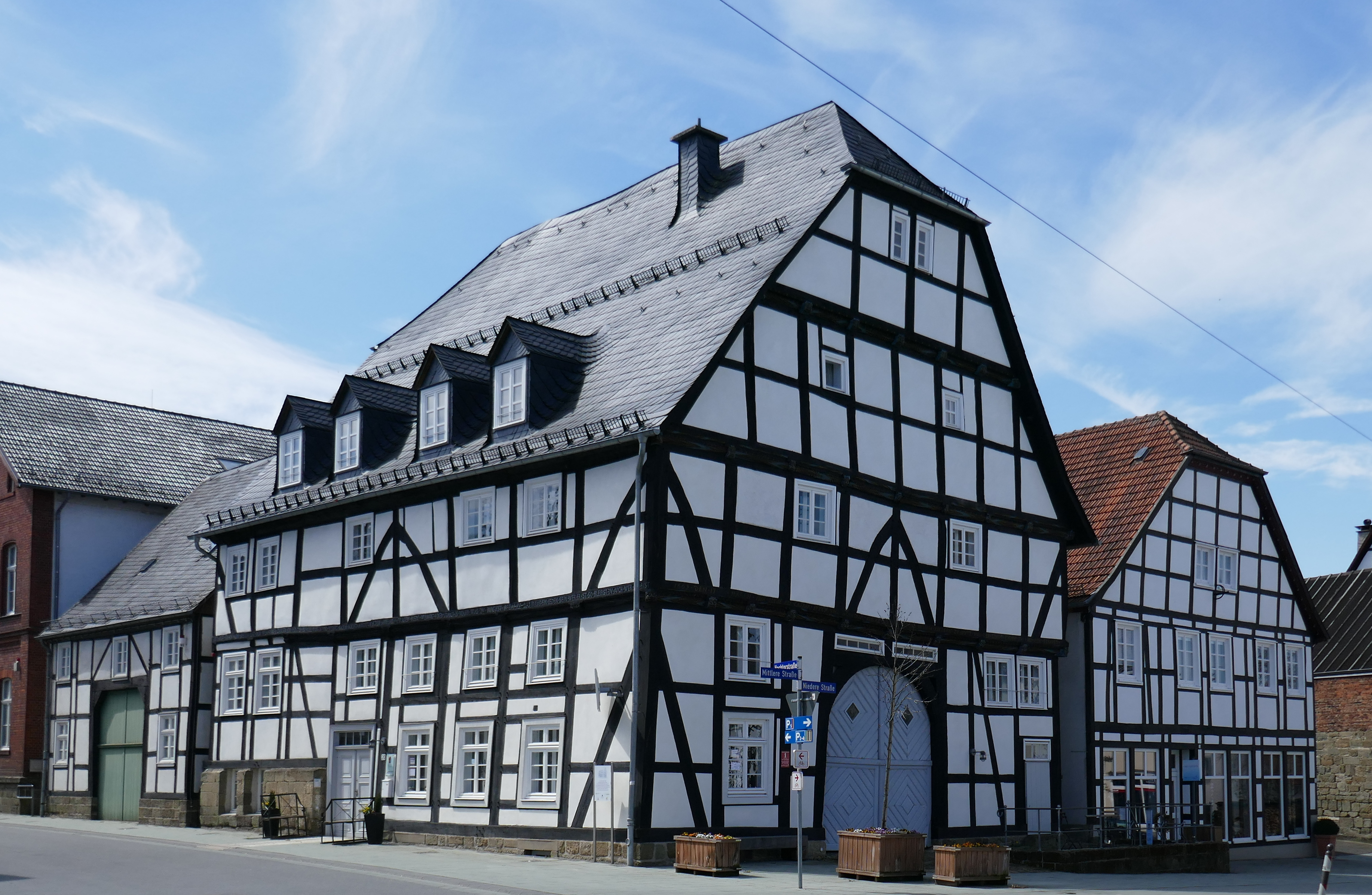
Haus Buuck (1609) (Rüthen)
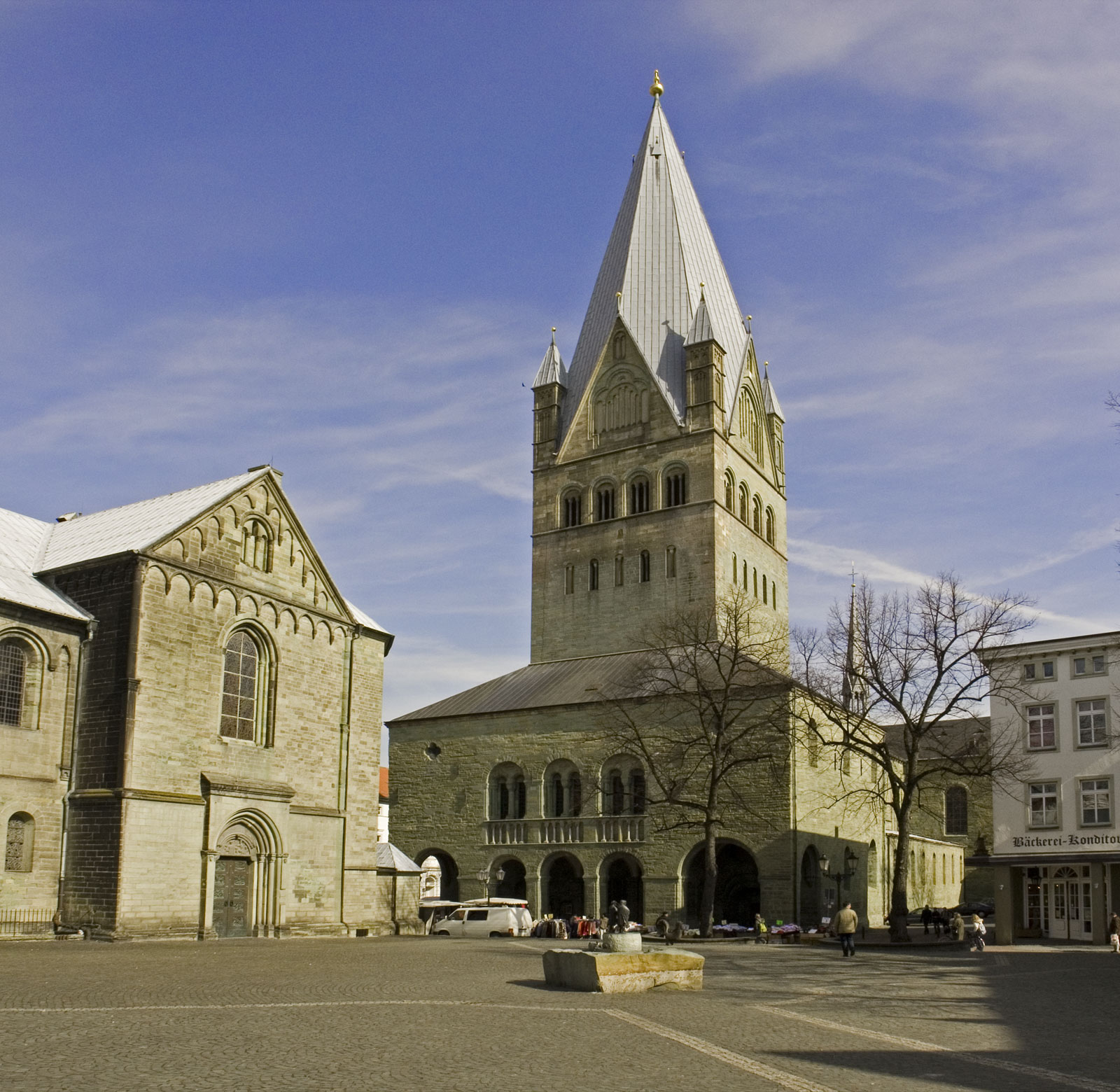
St. Patrokli-Dom (Soest)
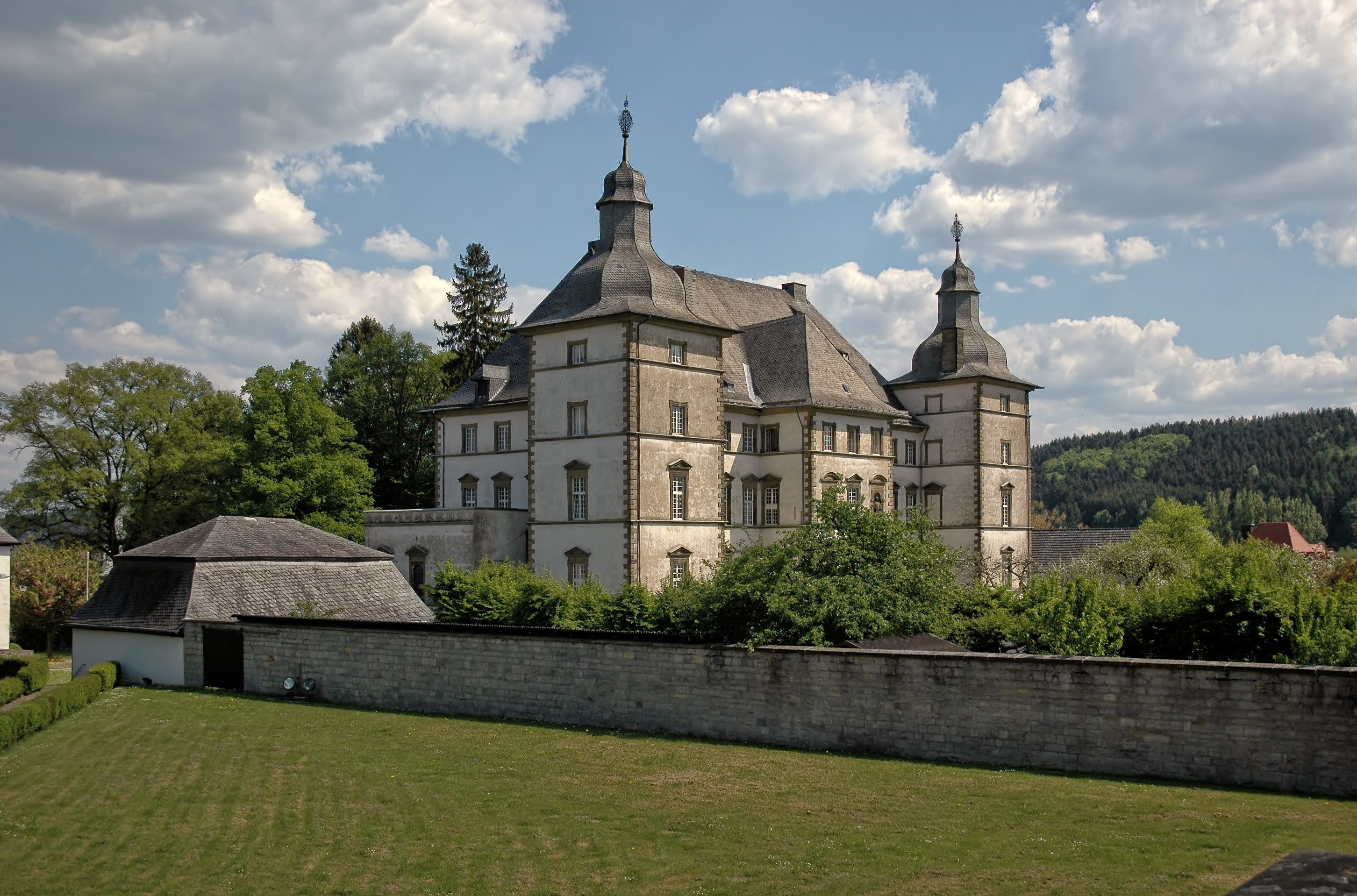
Kloster Mülheim (Warstein)
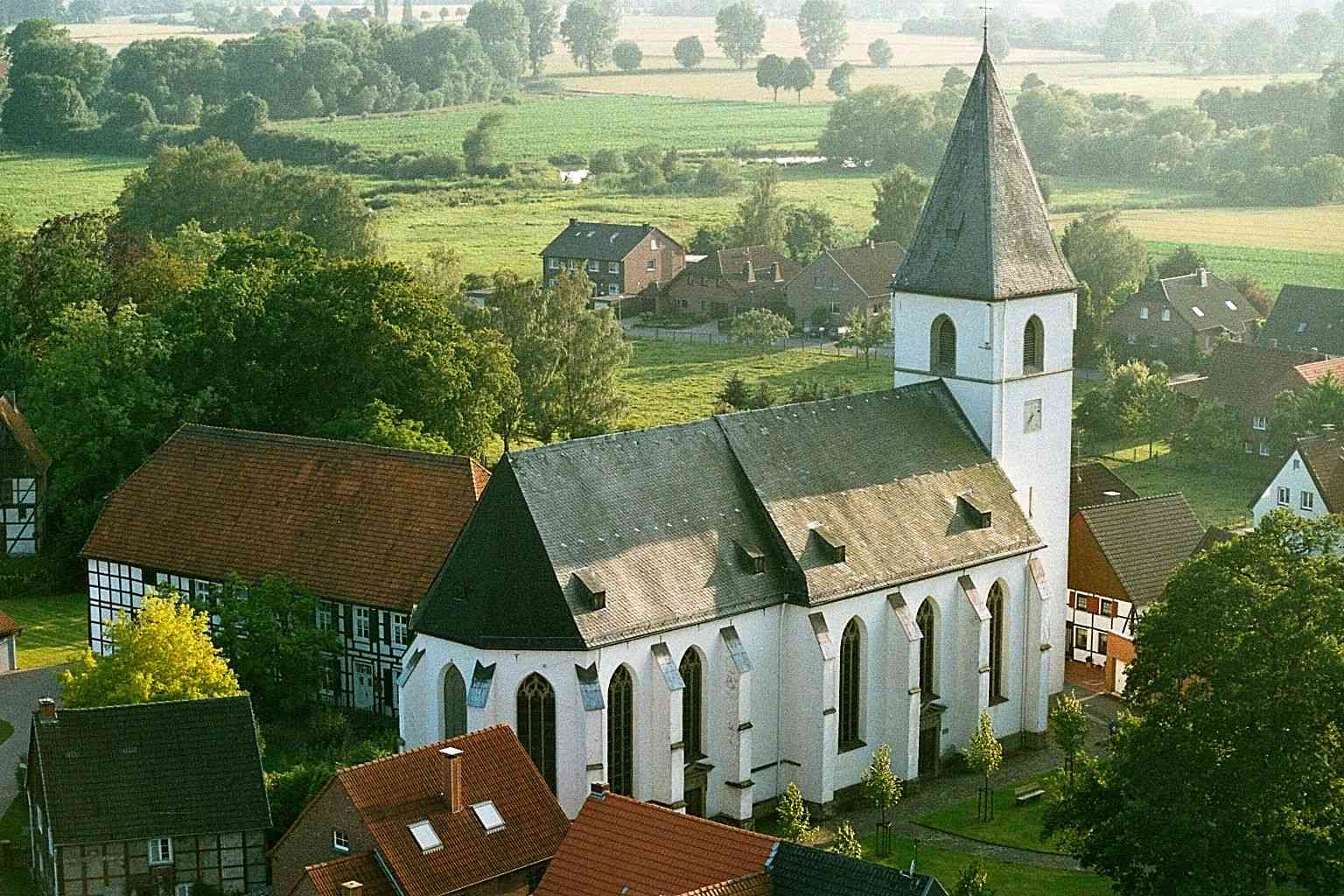
Ev. Pfarrkirche St. Othmar Dinker (Welver)
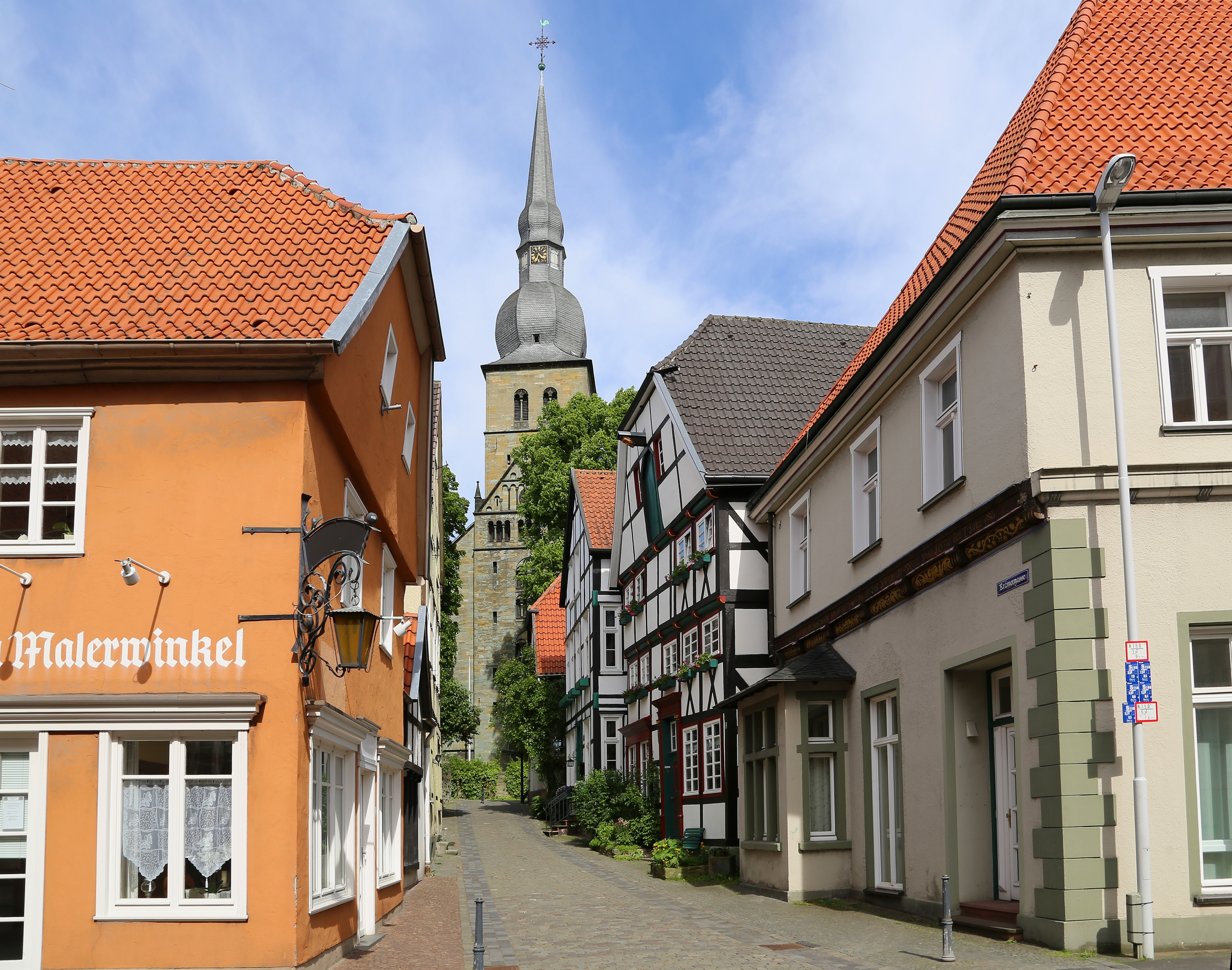
Krämergasse (Werl)
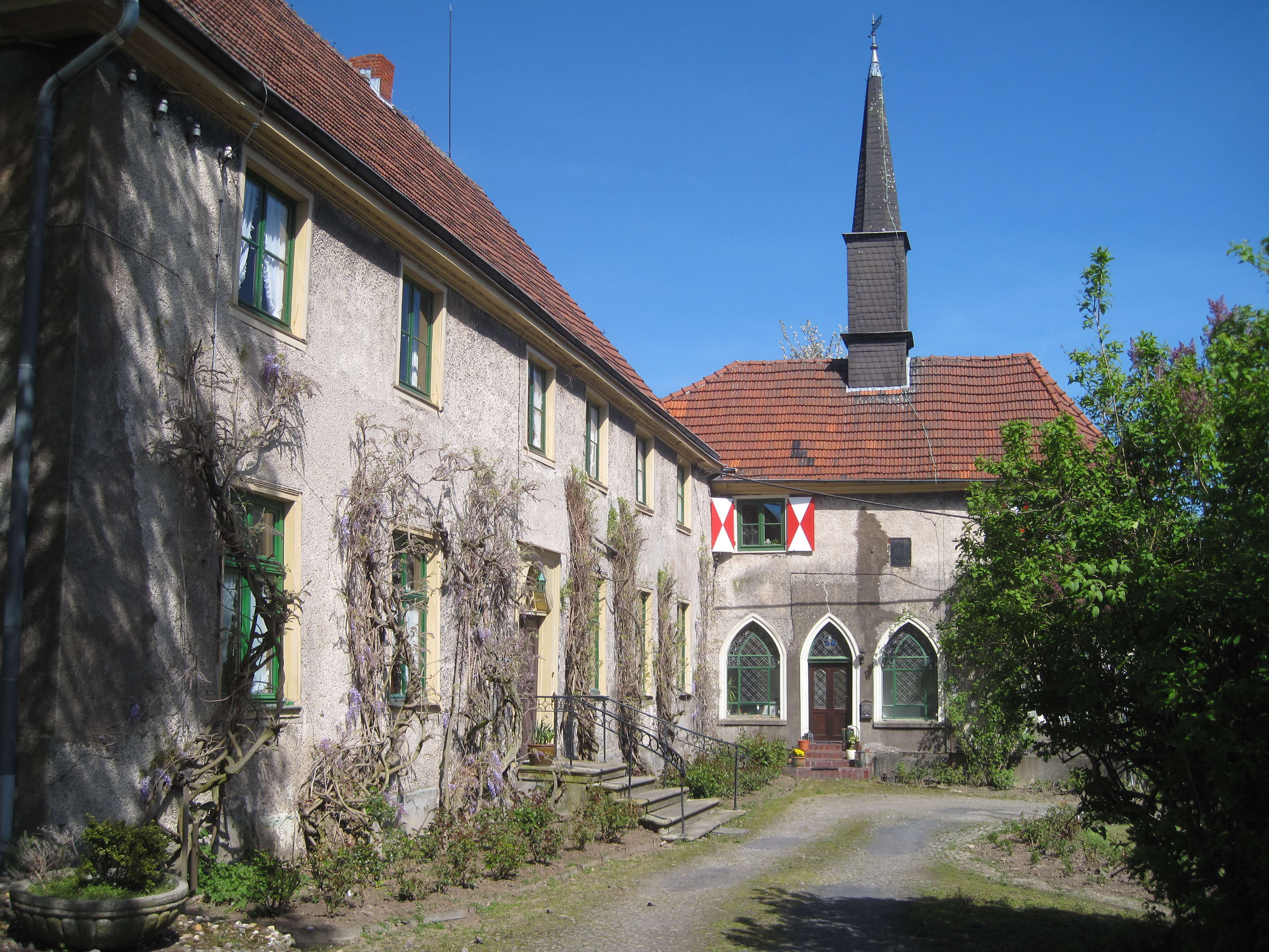
Gut Schafhausen (Wickede (Ruhr))